# Air Combat
Air Combat est un simulateur de vol de combat développé et publié par Namco en 1993 sur borne d'arcade. Il a été adapté en 1994 sur PlayStation. Il est dénommé Ace Combat (エースコンバット (Ēsu Konbatto)) au Japon.
C'est le premier épisode de ce qui devient la série Ace Combat.

## Système de jeu
Le jeu est orienté arcade de par sa maniabilité adapté aussi bien aux débutants (virages simples) qu'aux confirmés (tonneaux et lacets). Le but du jeu est de détruire toutes les cibles marqués d'un TGT. À l'issue d'une mission, le joueur recevra des gains qui lui permettront d'acheter de nouveaux chasseurs

## Particularités
C'est le seul Ace Combat de la série à ne pas posséder d'avions fictifs, mise à part la forteresse volante.
C'est également le seul à avoir des secrets sous forme de codes à taper à la manette. Ces codes sont à entrer juste avant que l'écran de chargement n'apparaisse en appuyant sur R1 + O. L'écran de chargement secret fera apparaître un fond noir avec des dizaines de disques laser qui rebondissent sur tout l'écran.